# Océan magmatique

Schéma de la formation de la Lune présentant un océan magmatique.

Un océan magmatique est une épaisse couche de liquide silicaté qui se forme pendant l'accrétion d'une planète, d'une planète naine ou d'un petit corps, cet objet céleste étant alors complètement ou partiellement fondu,.
Si l'accrétion commence suffisamment tôt, l'énergie nécessaire à la fusion peut être fournie par la désintégration radioactive de l'aluminium 26. Pour les  corps les plus gros, tels que les planètes, les planètes naines et les plus gros satellites, cette énergie est essentiellement fournie par les impacts cosmiques.  
Les océans magmatiques font partie intégrante de la formation planétaire car ils facilitent la formation d'un noyau grâce à la ségrégation des métaux ainsi qu'à la formation d'une atmosphère et d'une hydrosphère par dégazage (différenciation planétaire). Les océans magmatiques peuvent exister pendant des millions à des dizaines de millions d'années.  
Il est largement admis que les océans magmatiques ont existé sur Terre, lors de sa formation il y a 4.4 milliards d'années. Une preuve chimique de leur existence est l'abondance de certains éléments sidérophiles dans le manteau terrestre,,. Ceux-ci auraient été les résultats d'impacts géants.  
Un océan de magma était également présent sur la Lune pendant et après sa formation.